# 刘北辰
刘北辰（1934年9月—2016年6月13日），江西高安人，中华人民共和国政治人物。

## 生平
1956年7月，毕业于昆明工学院机械系后留校任教，先后任基础部力学教研室主任、建工及力学系主任、力学教研室主任。1992年9月，任昆明理工大学柔性结构研究所所长。1996年6月，任九三学社云南省委副主任委员；1997年6月，任主任委员。2000年1月，任云南省人大常委会副主任。2004年7月，退休。
2016年6月13日，在昆明逝世，享年82岁。